# مرکز پزشکی آسان
مرکز پزشکی آسان (به انگلیسی: Asan Medical Center) بیمارستانی در شهر سئول کره جنوبی است که در ۱۹۸۹ میلادی ساخته شد و دارای ۲۷۹۱ تخت است.